# Карнковский, Станислав
Станислав Карнковский (пол. Stanisław Karnkowski; 10 мая 1520, Карнково, Липновский повет — 8 июня 1603, Лович) — епископ Вроцлавский (1567), архиепископ Гнезненский и примас Польский (1581), великий секретарь коронный, секретарь королевский.

## Биография
Родился 10 мая 1520 года в польском селе Карнково. Вырос при дворе своего дяди, Яна Карнковского, епископа Вроцлавского. В 1539 поступил в Краковскую Академию, затем в Падуе получил степень доктора «обоих прав» (то есть гражданского и канонического), учился также в Виттенберге. 
В 1555 году был назначен секретарём короля Сигизмунда Августа, с 1558 — коронным референдарием, а в 1563 годуу стал великим секретарём коронным.
C 1567 года служил в качестве епископа Куявского. Как первый епископ польский, выполняя решения Тридентского собора, 16 августа 1569 он основал первую в Речи Посполитой духовную семинарию во Влоцлавеке. Активно боролся с протестантским влиянием в епархии и был сторонником более жёстких мер в отношении лютеранского Гданьска, благодаря чему стал неформальным лидером контрреформации в Польше. 
18 сентября 1572 года возглавил парламентский комитет по вопросам урегулирования статуса Гданьска, результатом работы которой стали т. н. статуты Карнковского, урегулировавшие правовой статус города.
В 1583 году основал в Калише Духовную семинарию, которая в 1621 году была переведена в Гнезно.
Станислав Карнковский умер 8 июня 1603 года в Ловиче.

## В культуре
Известный польский художник Ян Матейко изобразил Станислава Карнковского на своём полотне «Проповедь Скарги».